# Olivia Price
Olivia Price (Sydney, 2 de agosto de 1992) é uma velejadora australiana, medalhista olímpica. 

## Carreira
Olivia Price é medalhista olímpica nos jogos de Londres 2012, com a medalha de prata na classe Elliott 6m.